# Utricularia terrae-reginae
Utricularia terrae-reginae — вид рослин із родини пухирникових (Lentibulariaceae).

## Середовище проживання
Цей вид має вузьке поширення в центральній частині півострова Кейп-Йорк, Квінсленд, Австралія.
Вид росте в сезонних ставках, біллабонгах і струмках в саванах на півострові Кейп-Йорк; на висотах від 0 до 100 метрів.